# Утрехтска мрежа
Утрехтската мрежа е обединение на водещи висши училища от държави в Европа. Постоянният секретариат на групата се намира в Утрехтския университет.
Мрежата способства за интернационализация на висшето образование чрез организиране на летни школи, обмен на студенти и преподаватели, взаимно признаване на периоди на обучение и съвместно обучение за присвояване на образователни и научни степени. Образователното сътрудничество започва в началото на 1980-те години.

## Състав
В състава на мрежата влизат следните училища:
| Австрия - Грацки университет Белгия - Антверпенски университет Великобритания - Кралски университет Белфаст - Хълски университет Германия - Рурски университет - Лайпцигски университет Гърция - Солунски университет Дания - Орхуски университет Естония - Тартуски университет Ирландия - Коркски университетски колеж Исландия - Университет на Исландия Испания - Мадридски университет Комплутенсе Италия - Болонски университет Латвия - Университет на Латвия Литва - Вилнюски университет |  | Малта - Университет на Малта Нидерландия - Утрехтско художествено училище - Утрехтски университет Норвегия - Бергенски университет Полша - Ягелонски университет Португалия - Коимбренски университет Румъния - Университет „Александру Йоан Куза“ Словакия - Университет „Коменски“ Словения - Люблянски университет Унгария - Будапещенски университет Финландия - Хелзинкски университет Франция - Университет Лил Северна Франция - Страсбургски университет Чехия - Масариков университет Швейцария - Базелски университет |